# Johan August Lundell
Johan August Lundell, né le 25 juillet 1851 à Kläckeberga, Möre, mort le 28 janvier 1940 à Uppsala, est un linguiste suédois, professeur de langues slaves à l’université d’Uppsala. Il est connu pour ses travaux sur les dialectes suédois et pour avoir développé l’alphabet dialectal suédois (Landsmålsalfabetet), un alphabet phonétique utilisé dans l’étude dialectale.